# 北高加索蘇維埃共和國
北高加索蘇維埃共和國（俄语：Се́веро-Кавка́зская Сове́тская Респу́блика）是俄羅斯內戰期間，於1918年7月7日至同年12月在北高加索地區存在的一個國家。北高加索蘇維埃共和國是由多個國家合併而成的。1918年底時，由於國土大部分被白軍佔領，北高加索蘇維埃共和國被廢除。